# Тайтурское муниципальное образование
Тайтурское муниципальное образование — муниципальное образование со статусом городского поселения в Усольском районе Иркутской области России. Административный центр — Тайтурка.

## Население
| 2010  | 2011  | 2012  | 2013  | 2014  | 2015  | 2016  |
| ----- | ----- | ----- | ----- | ----- | ----- | ----- |
| 6373  | ↗6392 | ↗6422 | ↗6438 | ↘6402 | ↗6447 | ↘6394 |
| 2017  | 2020  | 2021  |       |       |       |       |
| ↘6326 | ↘6053 | ↗6617 |       |       |       |       |

По результатам Всероссийской переписи населения 2010 года численность населения муниципального образования составила 6373 человека, в том числе 2975 мужчин и 3398 женщин.

## Состав поселения
В состав муниципального образования входят:
- Буреть (деревня) — 679[4]
- Кочерикова (деревня) — 343[4]
- Тайтурка (пгт, административный центр) — 5045[1]
- Холмушино (село) — 459[4]